# 遠藤宗信
遠藤宗信（えんどう むねのぶ，元亀3年（1572年） - 文禄2年4月13日（1593年5月13日）是安土桃山時代的武将。陸奥伊達氏的家臣。通稱文七郎。遠藤基信之子。

## 经历
天正13年（1585年）、父親基信隨著伊達輝宗殉死後，年方13歲的宗信繼承遠藤家家督。
天正16年（1588年）6月，佐竹、岩城連合之戰時，16歲的宗信於田村城死守戰相當活躍。
文禄元年（1592年）朝鮮出兵隨著政宗渡海參戰。返國後，一度出奔（原因不明），後來返回。
文禄2年（1593年）於京都去世，享年22歳。遠藤家家督由弟弟遠藤玄信繼承。

## 出典
- 歴史群像編集部編『戦国時代人物事典』（学習研究社、2009年） ISBN 4054042902
  - 「遠藤宗信」、「遠藤基信」の項目（伊達宗弘執筆）

## 登場作品
- 『独眼竜政宗』（1987年NHK大河ドラマ、演：中村繁之）